# 大塚良重
大塚 良重（おおつか よしえ、1957年9月15日 - ）は、日本の女優。

## 来歴・人物
長野県で出生、静岡県田方郡伊豆長岡町（現・伊豆の国市）で育つ。弟がいる。
静岡県立韮山高等学校、学習院女子短期大学卒業。
かつては夢工房、現代制作舎などに所属していた。
短大卒業記念に受けたポーラテレビ小説『夫婦ようそろ』のヒロイン募集がきっかけでデビュー。

## 出演

### テレビドラマ

#### NHK
- 春の波涛（1985年） - 清香 役
- 新・半七捕物帳（1997年） - お菊 役
- 連続テレビ小説
  - ひまわり（1996年） - 玉置みどり 役
  - 天花（2004年） - 早川栄子 役
  - 瞳（2008年） - 永松時江 役

#### 日本テレビ
- 松平右近事件帳 第31話「拐わかし」（1982年） - お加代 役
- 刑事物語'85 第21話「サラ金強盗はどこに消えたか!?」（1985年）
- 誇りの報酬 第17話「頭脳プレーでホシを追え」（1986年）
- あぶない刑事 第28話「決断」（1987年） - 古谷良子 役
- NEWジャングル 第27話「家庭の中の秘密」（1988年）
- 長七郎江戸日記
  - 第2シリーズ SP-1「千姫友情、母ありき」（1988年1月5日） - 綾乃 役
  - 第2シリーズ SP-5「長七郎、大奥まかり通る」（1989年4月4日） - 菊村 役
  - 第2シリーズ 第58話「影のある女」（1989年8月22日） - お紋 役
  - 第3シリーズ 第15話「辰が惚れた女」（1991年2月5日） - 志麻 役
- 八百八町夢日記 第2シリーズ 第1話「偽りの花嫁」（1991年） - おとき 役
- 火曜サスペンス劇場
  - 「女監察医室生亜季子6」（1989年） - 藤本好子 役
  - 「松本清張スペシャル 喪失の儀礼」（1994年） - 大塚刑事の妻
  - 「小京都ミステリー15」（1995年） - 松澤鋭子 役
  - 「弁護士・朝日岳之助 7」（1996年1月16日） - 永橋の元妻
  - 「身辺警護6」（2000年） - 女将
  - 「弁護士・朝日岳之助16」（2001年）
  - 「救命救急センター4」（2002年） - 亀井鈴子 役
- ごくせん（2002年） - 結城正人の母 役
- 天国のダイスケへ〜箱根駅伝が結んだ絆〜（2003年） - 早瀬由比子の母 役
- 共犯者（2003年） - 北岡和枝 役
- みゅうの足パパにあげる（2008年） - 山口信子 役
- キイナ〜不可能犯罪捜査官〜（2009年） - 小久保美由紀の母 役
- リセット（2009年） - 高津未央子の母 役
- 五つ星ツーリスト〜最高の旅、ご案内します!!〜（2015年） - 松永幸子 役

#### TBS
- 花王 愛の劇場
  - 母子草（1979年）
  - おべんきょう（1992年）
- ポーラテレビ小説
  - マリーの桜（1980年） - 池沢早苗 役
  - 発車オーライ（1981年） - 平山澄江 役
  - 女・かけこみ寺（1982年）
- 本陣殺人事件（1983年） - 白木静子 役
- 水戸黄門
  - 第14部 第11話「津軽馬鹿塗り駄目親父 -弘前-」（1984年1月9日） - おいね 役
  - 第15部
    - 第2話「助格駕籠屋と客引き老公 -松山-」（1985年2月4日） - お絹 役
    - 第30話「男度胸の木曽節仁義 -木曽福島-」（1985年8月19日） - おのぶ 役

  - 第16部 第17話「正義運んだ七里飛脚 -松江-」（1986年8月18日） - おなみ 役
  - 第17部 第11話「命に替えた正義の剣 -膳所-」（1987年11月9日） - おせい 役
  - 第18部 第5話「恐怖の釣り天井 -宇都宮-」（1988年10月10日） - おひさ 役
  - 第19部 第22話「悪事隠す謎の切腹 -高田-」（1990年2月26日） - あや 役
  - 第20部 第30話「刀鍛冶の仇討ち悲願 -岡山-」（1991年6月3日） - お袖 役
  - 第21部 第30話「帰らぬ夫は凶状持ち -行田-」（1992年10月26日） - ゆき 役
  - 第22部 第7話「悲願叶えた夢花火 -岡崎-」（1993年6月28日） - お久美 役
  - 第23部
    - 第15話「格さんは偽りの夫 -小浜-」（1994年11月14日） - お里 役
    - 第36話「迷子になった黄門様 -岐阜-」（1995年4月17日） - 菊乃 役

  - 第24部
    - 第16話「瞼の父は悪の手先 -島原-」（1996年1月8日） - お紀乃 役
    - 第29話「兄を憎んだ弟の涙 -鶴岡-」（1996年4月15日） - 梢 役
- 陽暉楼（1984年）
- 大岡越前
  - 第8部 第13話「復讐唐人剣」（1984年10月15日） - お絹 役
  - 第10部 第17話「夢で拾った因果な財布」（1988年6月20日） - おさよ 役
  - 第11部 第14話「お奉行様は用心棒」（1990年7月23日） - お冴 役
  - 第12部 第20話「帰らぬ父は御金蔵破り」（1992年3月2日） - おさわ 役
  - 第14部 第23話「冤罪晴らす大芝居」（1996年11月25日） - 佳代 役
  - 第15部 第11話「さまよう老人」（1998年11月23日） - おとき 役
- 江戸を斬るVII 第5話「潜入深川無法地帯」（1987年） - おしの 役
- 土曜ドラマスペシャル／レモンの香りのする女（1988年）
- 時間ですよたびたび（1988年）
- ドラマ23／バーゲンセールの女たち（1988年)
- RUN（1993年） - 亀屋福子 役
- 水戸黄門外伝 かげろう忍法帖（1995年） - お志津 役
- L×I×V×E（1999年） - 篠田淑子 役
- 松本清張特別企画 影の車（2001年） - 吉山節子 役
- ダンシングライフ（2003年） - 林美代子 役
- 桜咲くまで（2003年） - 沢野良子 役
- 白夜行（2006年） - 藤村都子の母 役
- 月曜ドラマスペシャル
  - 「演歌・唱太郎の人情事件日誌2」（1997年） - 富樫典子 役
  - 「カードGメン・小早川茜2」（2001年） - 吉村秀子 役
  - 「おばさん会長・紫の犯罪清掃日記!2」（2001年） - 百合奴 役
- 月曜ミステリー劇場
  - 「真実を追う男1」（2002年） - 江口一枝 役
  - 「告発弁護士シリーズ 弁護士猪狩文助4」（2003年） - 佐々波夕輝子 役
  - 「弁護士高見沢響子6」（2003年） - 映島看護師 役
- 月曜ゴールデン
  - 「税務調査官・窓際太郎の事件簿14」（2006年） - 細井雪枝 役
  - 「財務捜査官 雨宮瑠璃子3」（2007年） - 戸川世津子 役
  - 「内部調査官・水平直の報告書」（2011年） - 岩崎由美子 役
  - 「全盲の僕が弁護士になった理由〜実話に基づく感動サスペンス!〜」（2014年） - 山西千恵子 役
  - 「湯けむりバスツアー 桜庭さやかの事件簿6」（2015年） - 山西紀代子 役

#### フジテレビ
- 同心部屋御用帳 江戸の旋風IV 第13話「錆びた十手」（1979年） - お菊 役
- 大空港 第64話「戦慄のダブルハイジャック 706便危機一髪」（1979年） - スチュワーデス
- 銭形平次 第847話「地獄からの使者」（1983年）
- 金曜女のドラマスペシャル／不幸を買う女（1987年）
- 世にも奇妙な物語
  - 第3シリーズ「なんなのォ!?」（1992年8月6日）
  - '98秋の特別編「ダジャレ禁止令」（1998年9月25日）
- 愛と疑惑のサスペンス「検察審査会」（1994年）
- 将太の寿司
- みにくいアヒルの子 春休みSP（1997年） - 矢野淳子 役
- WITH LOVE 第1話
- 鬼の棲家（1999年） - 加藤あゆみの母 役
- リップスティック
- 二千年の恋
- 女子アナ。
- 新・お水の花道
- ウエディングプランナー SWEETデリバリー
- 大奥 第21話「赤ちゃん騒動記」（1983年） - おまつ 役
- 料理少年Kタロー（1991年） - 高野山瑠璃子 役
- 鬼平犯科帳 第4シリーズ 第2話「うんぷてんぷ」（1992年） - お吉 役
- 魅せられて (テレビドラマ)（1994年） - 井上貞子 役
- 金曜エンタテイメント
  - 山村美紗サスペンス 赤い霊柩車II 黒衣の結婚式 人気女優の毒殺に隠されたスキャンダラスな愛憎劇とは（1993年） - 井上和美 役
  - 単独房の少女たち おばちゃん院長律子の人生なげたらアカン!!（1999年）
  - TEAM（2001年）
  - 地獄の花嫁5（2004年） - 中根聡子 役
  - 音の犯罪捜査官 響奈津子7（2005年） - 鯉沼佐紀子 役
- GTO（1998年） - 菊池善人の母 役
- HERO（2001年） - 真山初江 役
- 編集王（2002年） - 秋野美佐江 役
- ビギナー（2003年）
- 私海（2003年）
- 顔（2003年） - 篠原房子 役
- 君が想い出になる前に（2004年） - 清原早苗 役
- 人間の証明（2004年）
- 僕と彼女と彼女の生きる道（2004年） - 井上美智代 役
- 海猿（2005年） - 徳永曜子 役
- Ns'あおい（2006年） - 美空あおいの母 役
- 永遠の1.8秒（2007年） - 前田夏希の母 役
- ゾウのはな子（2007年） - 和夫の母 役
- 泣かないと決めた日（2010年） - 角田紘子 役
- コード・ブルー -ドクターヘリ緊急救命-（2010年） - 田沢俊子 役
- 佐賀のがばいばあちゃん（2010年） - 吉田信夫（ノブ）の母 役
- やっとかめ探偵団（2010年） - 堀井紀子 役
- ジョーカー 許されざる捜査官（2010年） - 内海小百合 役
- 東野圭吾ミステリーズ（2012年） - 藤村照恵 役
- 金曜プレステージ
  - 「名司会者・寿鶴子 殺人スピーチ3」（2007年） - 徳丸玲子 役
  - 「強行犯係・魚住久江〜ドルチェ2」（2013年） - 門倉静子 役
  - 「女医・倉石祥子2」（2013年） - 小田切澄江 役
- アンサング・シンデレラ 病院薬剤師の処方箋（2020年） - 荒神泰子 役

#### テレビ朝日
- 特捜最前線
  - 第139話「消えた子連れ刑事!」（1979年）
  - 第203話「幼女誘拐・菜の花の匂う女!」（1981年）
  - 第230話「ストリップ・スキャンダル!」（1981年）
  - 第321話「11時まで待っていた女!」（1983年）
  - 第355話「トルコ嬢のしあわせ芝居!」（1984年）
  - 第464話「埋み火・闇に濡れる哀切のルージュ!」（1986年）
- 非情のライセンス 第3シリーズ 第4話「兇悪の女医・ささやく鍵」（1980年） - 看護婦
- 暴れん坊将軍シリーズ
  - 吉宗評判記 暴れん坊将軍 第183話「かりそめに咲く夜の花」（1981年） - 早苗 役
  - 暴れん坊将軍II 第95話「心やさしき仇討選手」（1985年） - お初 役
  - 暴れん坊将軍III 第113話「誇り高き父!」（1990年） - 雪江 役
- 必殺シリーズ
  - 必殺仕事人V 第24話「花屋の政 雷雨の中で闘う」（1985年） - お品 役
  - 必殺仕事人V・激闘編 第20話「主水、健康診断にひっかかる」（1986年） - 春草 役
  - 必殺まっしぐら! 第8話「相手は大阪の大塩平八郎」（1986年） - お仙 役
- 柳生十兵衛あばれ旅（1983年） - おしの 役
- ザ・ハングマンV 第26話「マイホームの夢が消えて解散!!」（1986年） - 山崎和子 役
- 傑作時代劇／さざんかの女（1987年）
- 六本木ダンディーおみやさん 第7話「別の殺人事件を掘り起こした殺人事件」（1987年11月20日）
- 大都会25時 第3話「プッツン娘が見ていた」（1987年）
- 名奉行 遠山の金さん
  - 第1シリーズ 第21話「消えた三万両!?」（1988年10月27日） - みつ 役
  - 第5シリーズ 第17話「花の吉原 二つの顔をもつ女」（1993年8月19日） - 愛染太夫 役
- はぐれ刑事純情派
  - （1990年） - 藤瀬紀子 役
  - （1993年） - 小島良美 役
  - （1996年） - 平田和子 役
- 七人の女弁護士（1991年） - 松宮咲恵 役
- 最高の恋人（1995年）
- R-17（2001年） - 宮内昌代 役
- 警視庁捜査一課9係 第1シリーズ（2006年） - 近藤綾子 役
- 松本清張・最終章 わるいやつら（2007年） - 槇村隆子の母 役
- 小児救命（2008年） - 青山加奈子 役
- 相棒（2009年） - 小池貞子 役
- 臨場（2009年） - 坂上靖子 役
- 悪党〜重犯罪捜査班（2011年） - 緑川信子 役
- 遺留捜査（2011年） - 池辺静江 役
- 私の嫌いな探偵（2014年） - 烏賊神花江 役
- 土曜ワイド劇場
  - 「三毛猫ホームズの狂死曲」（1982年）
  - 「奥飛騨二重心中 通夜に抱かれる未亡人! 復讐か、浮気か…」（1985年） - 坂上由子 役
  - 「密会写真の女」（1986年） - 紺野咲子 役
  - 「能登半島 女たちの殺人風景」（1994年） - 友納左斗子 役
  - 「タクシードライバーの推理日誌14」（2001年） - 神崎志津子 役
  - 「変装捜査官・麻生ゆき2」（2005年） - 若村志津子 役
  - 「温泉医ぽっかや診療所事件カルテ5」（2006年） - 戸島幸江 役
  - 「科学捜査研究所・文書鑑定の女3」（2006年） - 佐伯節子 役
  - 「新聞記者 鶴巻吾郎の事件簿1」（2006年） - 田代静枝 役

#### テレビ東京
- 眠狂四郎無頼控（1983年） - ぬい 役
- 新大江戸捜査網（1984年） - おしま 役
- 風雲 柳生武芸帳（1985年） - 永光院 役
- 付き馬屋おえん事件帳（1990年） - おちか 役
- あばれ八州御用旅（1991年） - 榊原千勢 役
- 喧嘩屋右近
- 次郎長三国志
- 女と愛とミステリー
  - 「脅迫者 平凡な下町主婦を襲う恐怖」（2001年） - 加藤英子 役
- お江戸吉原事件帖（2007年） - お菊 役
- 水曜ミステリー9
  - 「新米事件記者・三咲1」（2005年） - 城島和美 役
  - 「事件記者 浦上伸介5」（2007年） - 磯根喜久子 役
  - 「湯けむりドクター華岡万里子の温泉事件簿6」（2012年） - 升川七恵 役

#### WOWOW
- 再生巨流（2011年） - 蓬莱秀樹の母 役

#### その他
- 愛しのファミーユ（2007年） - 鮎川雪子 役

### その他の番組
- 一枚の写真（1992年、フジテレビ）

### 映画
- 女猫 （1983年、にっかつ〈日活ロマンポルノ〉） - 神崎英子 役 / 神崎晶子 役
- 二宮金次郎物語（1998年、「二宮金次郎」制作委員会） - なみ 役
- 踊る大捜査線 THE MOVIE（1998年、東宝・フジテレビ） - 坂下始の母 役
- 富江 rebirth（2001年、東映） - 木股幸子 役
- g@me.（2003年、東宝・フジテレビ）
- いつかA列車に乗って（2003年、「いつかA列車に乗って」製作委員会）
- 日野日出志のザ・ホラー怪奇劇場（2004年、パル企画） - 吉村英子 役
- ライフ・オン・ザ・ロングボード Life On The Longboard（2005年、オフィスキタ） - 米倉日出子 役
- 暗いところで待ち合わせ（2006年、ファントム・フィルム）
- 夜のピクニック（2006年、松竹）
- 吉祥天女（2007年、「吉祥天女」製作委員会）
- 憐れみムマシカ（2010年、ジェリーフィッシュフィルム、監督：松田健太郎） - 柏木美江 役

### CM
- 興和 キューピーコーワゴールド
- KDD ファミリートーク
- TOYOTA
  - カムリ
  - プレミオ
- 関西デジタルホン
- 資生堂
- キリン ラガービール
- 農林中金
- JT
- NTTDoCoMo
- 小田急電鉄 小田急ロマンスカー
- 東京メトロ『Color your days. ~大人を愉しむ篇』（2013年10月 - ）

### オリジナルビデオ
- ウルトラセブン 失われた記憶（1998年、バップ） - 村田恭子
- サギ師一平 リベンジ（2000年）
- 銀河ロイドコスモX（2001年、バップ） - 十文字陽子

### 舞台
- 高橋英樹 10月錦秋公演 遠山の金さん

### ラジオ
- トリガー